# Lycodes toyamensis
Lycodes toyamensis es una especie de pez de la familia de los Zoarcidae en el orden de los perciformes.

## Morfología
Los machos pueden llegar a alcanzar los 32,5 cm de longitud total.

## Hábitat
Es un pez de mar y de Clima templado y demersal.

## Distribución geográfica
Se encuentra en el Mar del Japón y el sur del Mar de Ojotsk.

## Observaciones
Es inofensivo para los humanos. 